# Sericus brunneus
Sericus brunneus är en skalbaggsart som först beskrevs av Carl von Linné 1758.  Sericus brunneus ingår i släktet Sericus, och familjen knäppare. Arten är reproducerande i Sverige.

## Bildgalleri

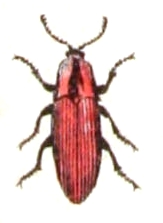